# Panspermie

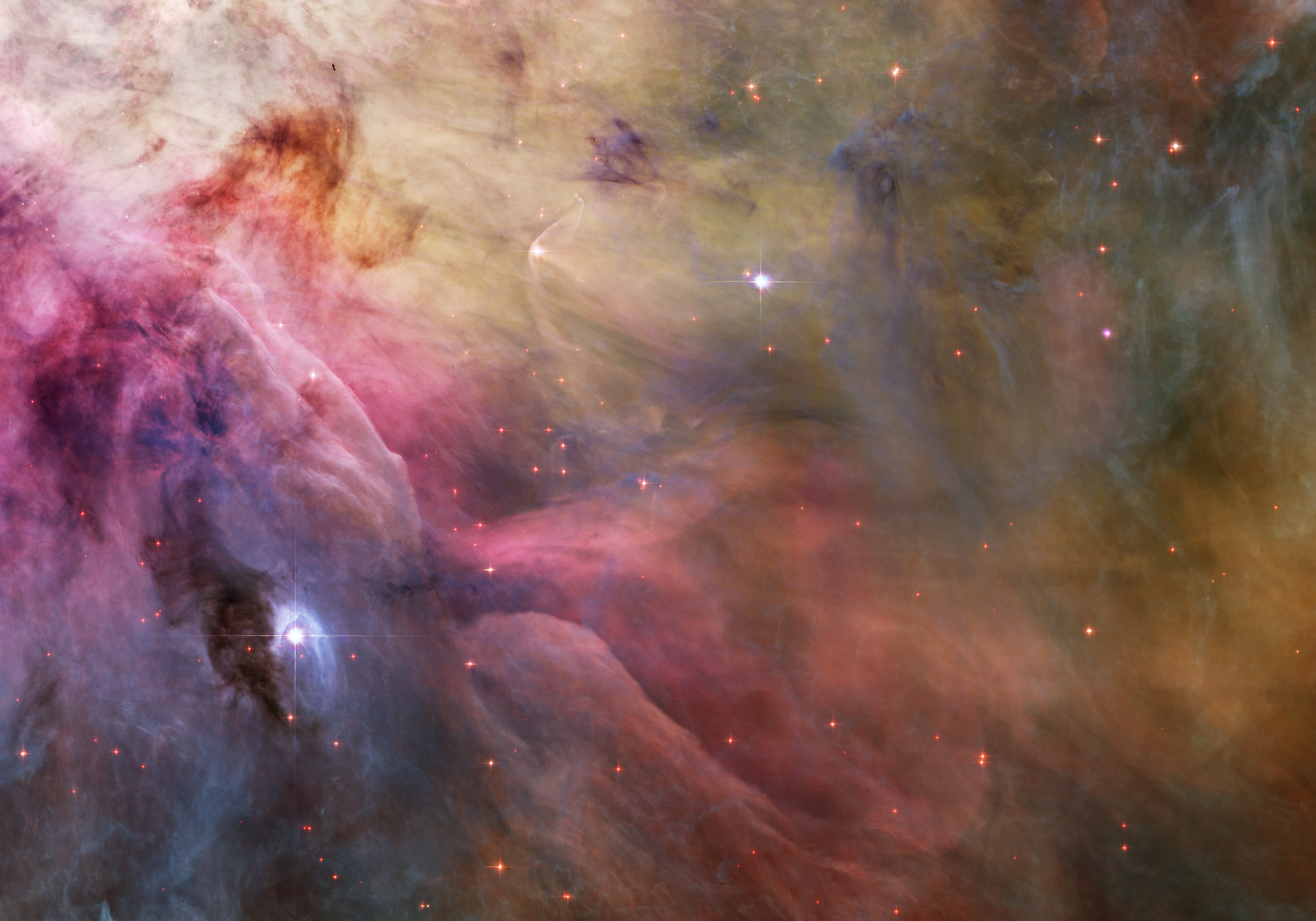
Sternentstehung in einer Molekülwolke (hier der Orionnebel)

Die Hypothese der Panspermie /⁠panspɛrˈmiː⁠/ (altgriechisch πανσπερμία panspermía, von πᾶν pãn „alles“ und σπέρμα spérma „Samen“; dt. so viel wie „All-Saat“) besagt, dass sich einfache Lebensformen über große Distanzen durch das Universum bewegen und so die Anfänge des Lebens auf die Erde brachten. Ihre Vertreter versuchen damit, dem nach ihrer Auffassung bestehenden Widerspruch zwischen der hohen Komplexität des Lebens auf der einen Seite und der vergleichsweise kurzen Zeit für seine Entstehung auf der anderen Seite zu begegnen. Von den meisten Wissenschaftlern wird die Panspermie jedoch bisher als reine Spekulation betrachtet, da bislang nur auf der Erde Leben nachgewiesen werden konnte.

## Geschichte
Vorläufer der Theorie der Panspermie können bereits in den Vorstellungen des griechischen Philosophen Anaxagoras gesehen werden, der von „Samen des Lebens“ sprach. Diese Überlegungen gerieten aber durch Aristoteles’ Theorie der spontanen Entstehung des Lebens wieder in Vergessenheit. Für die darauf aufbauende mittelalterliche Gedankenwelt in Europa stellte sich die Frage nicht, zumal die christliche Schöpfungslehre ihr widersprach. Erst im 19. Jahrhundert stellte sich durch Charles Darwins Begründung der biologischen Evolutionstheorie (1859) und Louis Pasteurs Experimente zur Frage der Urzeugung (generatio aequivoca) im Jahre 1884 für viele Wissenschaftler erstmals deutlich das Problem der Herkunft der ersten Lebewesen auf der Erde.
Es wurden unterschiedliche Hypothesen über den Anfang der biologischen Evolution entwickelt: Ernst Haeckel formulierte 1866 zuerst die Auffassung zur urzeitlichen Entstehung des Lebens durch primäre Urzeugung, Archigonie oder Autogenie. Dagegen wurden der Panspermie-Hypothese vergleichbare Gedanken von Jöns Jakob Berzelius (1834), Louis Pasteur (1864), Hermann Richter (1865), Lord Kelvin (1871) und Hermann von Helmholtz (1871) vertreten. Oft, aber nicht immer, wurde sie mit dem Postulat der Ewigkeit des Lebens verbunden; gerade dies wurde auch ein Kritikpunkt.
Anfang des 20. Jahrhunderts formulierte Svante Arrhenius mit der Radio-Panspermie die erste theoretische Beschreibung der Panspermie (1903/1908). Nach dieser Theorie können Sporen aus den äußeren Schichten der Erdatmosphäre entweichen und durch den Druck des Sonnenlichts in den interstellaren Raum transportiert werden (der Sonnenwind war Anfang des 20. Jahrhunderts noch unbekannt).
Erneut aufgegriffen wurden die Panspermie-Hypothesen 1963 von Donald Barber und in den 1970ern von Francis Crick und Leslie Orgel (gerichtete Panspermie).
Auch der britische Astronom Fred Hoyle (1915–2001) war ein großer Verfechter der Panspermie-Hypothese. Er verband sie mit seiner Steady-State-Theorie des Universums, die von einem unendlichen Alter des Kosmos ausgeht und damit die Frage nach dem Ursprung des Lebens umgeht. Spätestens als ein breiter wissenschaftlicher Konsens das konkurrierende Urknall-Modell zur vorherrschenden kosmologischen Theorie von der Dynamik des Universums erhob, verloren seine Vorstellungen jedoch an Attraktivität. Auch die Tatsache, dass Hoyle als Autor verschiedener fantastischer Geschichten in Erscheinung trat, vermehrte nicht eben die wissenschaftliche Reputation seiner Vorstellungen, die mehr und mehr als Science Fiction angesehen wurden. Hoyles Schüler und ehemaliger Mitarbeiter Chandra Wickramasinghe vertritt jedoch noch heute aktiv panspermistische Vorstellungen.
1996 wurde von Brig Klyce schließlich die Cosmic-Ancestry-Version vorgeschlagen, eine Kombination von Hoyles Panspermia-Hypothese mit den ganzheitlichen Gaia-Auffassungen eines James Lovelock.

## Argumente
Eine Theorie der Panspermie stößt grundsätzlich auf fünf Probleme:
- Das Leben muss irgendwo anders entstehen.
- Das Leben muss in den interstellaren Raum gelangen.
- Das Leben muss dort überleben.
- Das Leben muss in den Einfangquerschnitt eines bewohnbaren Planeten geraten.
- Das Leben muss dort unversehrt in die Biosphäre gelangen.

### Wie kommt das Leben ins All?
Svante Arrhenius schlug 1908 vor, dass Mikroben, die durch atmosphärische Prozesse in die äußeren Schichten befördert wurden, durch den Lichtdruck der Sonne oder durch enge Begegnungen mit Meteoroiden das Gravitationsfeld ihres Planeten verlassen können. Eine Alternative wäre, dass Material mit eingebetteten Mikroben bei Meteoriteneinschlägen ins All geschleudert wird.
Elektrische Felder könnten Bakterien und andere Mikroben von der Erde ins All tragen und zu Planeten wie dem Mars transportieren. Das vermutet der Elektroingenieur Tom Dehel von der amerikanischen Luftfahrtbehörde FAA nach Berechnungen elektromagnetischer Felder in der Erdatmosphäre. Bisher glaubten Wissenschaftler, dass ein solcher Austausch von Leben nur durch den Einschlag eines Meteoriten möglich ist, bei dem mikrobenhaltiger Staub ins Weltall geschleudert wird.
Neuere Erkenntnisse zu den genannten Möglichkeiten:
- Indische Untersuchungen fanden Bakterien in der Stratosphäre in 40 Kilometern Höhe und damit deutlich höher als bisher angenommen.[4]

- Simulationen am Deutschen Zentrum für Luft- und Raumfahrt in Köln ergaben, dass Organismen den Einschlag überleben können, der nötig ist, um Gestein vom Ursprungskörper zu trennen.

Es wird auch spekuliert, dass Leben nicht allein auf Planeten gedeiht: Immerhin wurden im ausgehenden 20. Jahrhundert auf Kometen beziehungsweise in ihrer Koma verschiedene Grundbausteine des Lebens wie etwa Aminosäuren gefunden. Allerdings gibt es bisher keine Hinweise auf Lebensformen.

### Überlebensfähigkeit im Weltraum
Ein Argument gegen die Panspermie besagt, dass keine Lebensformen unter den Bedingungen des Weltraums, das heißt vor allem im Vakuum, bei Temperaturen nahe dem absoluten Nullpunkt und unter den hohen Belastungen durch UV-Strahlung und kosmische Strahlung, überleben können. Selbst im Inneren von größeren Körpern, wo die kosmische Strahlung weitgehend abgeschirmt ist, sollte DNA durch die Strahlung radioaktiver Elemente, die in geringer Menge in jedem natürlich vorkommenden Gestein vorhanden sind, über längere Zeiträume zerstört werden.
Es gibt jedoch Hinweise, dass Bakterien unter diesen Bedingungen längere Zeit überleben können:

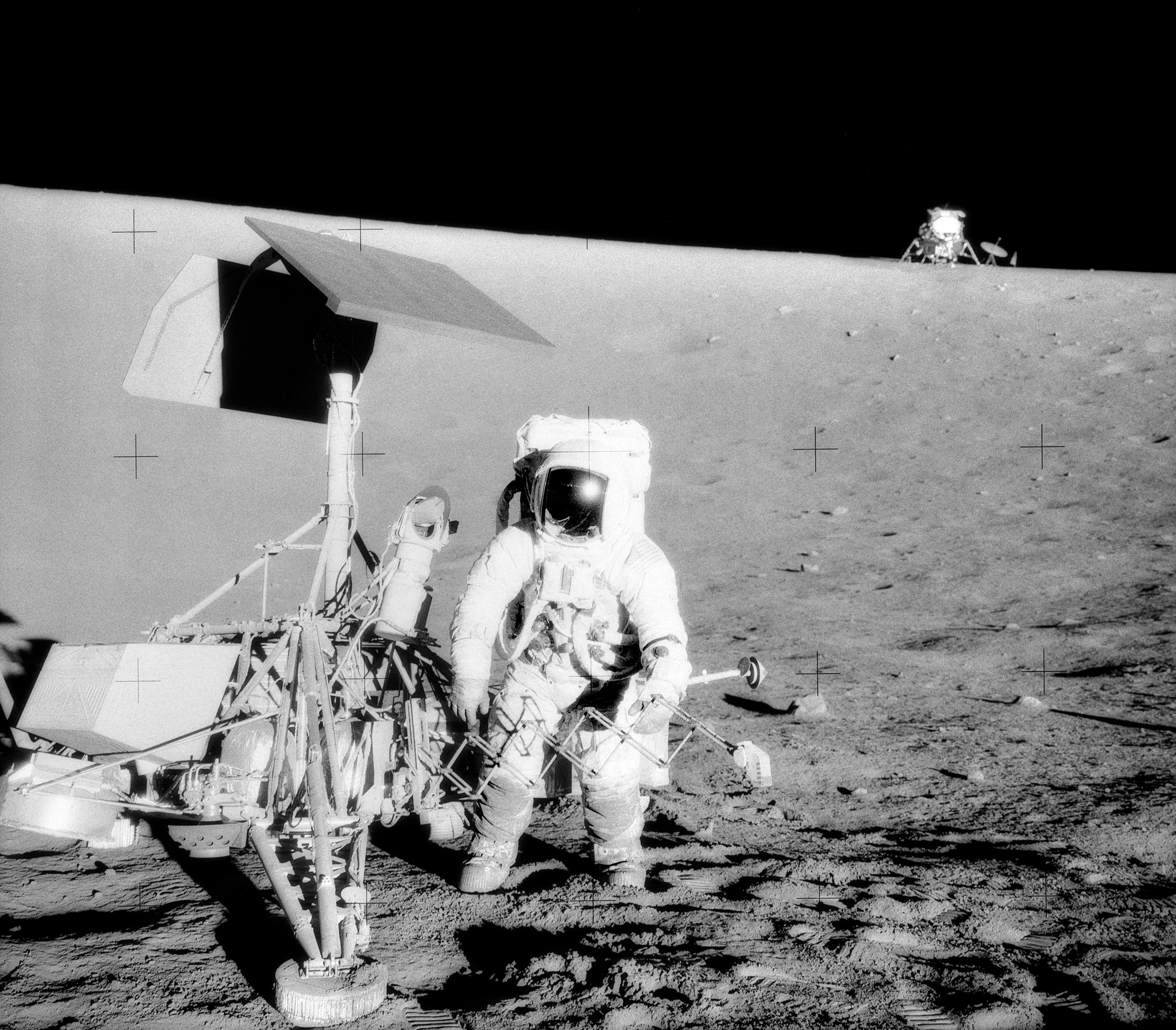
Raumsonde Surveyor 3 bei der Untersuchung durch Astronauten der Apollo-12-Mission

- Mit der US-amerikanischen Mondmission Surveyor 3 wurden versehentlich Bakterien der Art Streptococcus mitis auf den Mond gebracht. Nach ihrem Rücktransport zur Erde 31 Monate später war ein Großteil der Sporen in der Lage, den normalen Lebenszyklus fortzusetzen.
- Die BIOPAN-Experimente des Instituts für Luft- und Raumfahrtmedizin des Deutschen Zentrums für Luft- und Raumfahrt in Köln-Porz untersuchen die Widerstandsfähigkeit unter definierten Bedingungen. Auf russischen Foton-Satelliten wurden Behälter mit der Bakterienart Bacillus subtilis in eine Erdumlaufbahn gebracht und dort für zwei Wochen geöffnet. Nach der Rückkehr zur Erde hatten mehrere Promille der Ausgangspopulation die Zeit im Orbit ohne jedwede Abdeckung oder Schutzfolie überlebt. Weitere Experimente ergaben, dass lebende Organismen, die von der UV-Strahlung zum Beispiel durch eine Staubschicht abgedeckt sind, einige Jahre im Weltall überleben können. Sie könnten eventuell aber auch mehrere Millionen Jahre überdauern, sofern sie in einem mehrere Meter großen Gesteinskörper von der kosmischen Strahlung abgeschirmt sind.
- Es gibt eine besondere Gruppe von Organismen, die in der Lage sind, auch an sehr lebensfeindlichen Orten zu überleben: Dabei handelt es sich um Cyanobakterien der Gattung Chroococcidiopsis und insbesondere um das extremophile Bakterium Deinococcus radiodurans, das nur wenig empfindlich gegenüber ionisierender Strahlung ist; es wurde in Anlagen gefunden, die Lebensmittel durch Bestrahlung haltbar machen sollen.[5]
  - In einem Experiment an Bord der ISS wurde gezeigt, dass Deinococcus radiodurans drei Jahre lang im All überleben kann.[6][7]
- Das Bakterium Desulforudis audaxviator lebt allein im Grundwasser einige Kilometer tief im Gestein und kann seine Energie einzig aus Wasserstoffperoxid und Wasserstoff beziehen, die in dieser Tiefe nur durch natürliche Radioaktivität im Gestein gebildet werden. Unter diesen Bedingungen würde eine Zellteilung eine Zeit in der Größenordnung von 100 bis 1000 Jahren beanspruchen.
- Manche mehrzellige Organismen, beispielsweise Bärtierchen, sind zur Kryptobiose fähig. Das erlaubt einigen von ihnen, Weltraumbedingungen zu überstehen.[8]

### In den Einfangsquerschnitt eines bewohnbaren Planeten geraten
Ist Leben in den interstellaren Raum geraten, ist es im günstigsten Fall mehrere hunderttausend Jahre bis zum nächsten bewohnbaren Planeten unterwegs.

### Überlebensfähigkeit beim Einschlag
Nach ihrer kosmischen Passage müssen die Lebensformen den Weg durch die Erdatmosphäre auf die Planetenoberfläche überleben, der mit Belastungen durch starke Verzögerungskräfte und große Hitzeentwicklung verbunden ist. Meteoroiden, welche die irdische Atmosphäre durchdringen und als Meteoriten die Erdoberfläche erreichen, werden nur an der Oberfläche erhitzt und geschmolzen. Bereits ab einem Zentimeter Tiefe wird das Material kaum erhitzt, so dass ein Überleben von Mikroorganismen möglich scheint. Meteoriten werden in der Atmosphäre unterhalb einer bestimmten Größe auf Freifallgeschwindigkeit abgebremst, sodass die Einschlagenergie nicht ausreicht, um ein Überleben auszuschließen. Die Menge an Marsmaterie, die in den vergangenen vier Milliarden Jahren auf dem Weg zur Erde nicht über 100 °C erhitzt wurde, beträgt etwa vier Milliarden Tonnen.

### Extreme Lebensräume auf der Erde
Im ausgehenden 20. Jahrhundert hat man Lebensformen unter sehr „lebensfeindlichen“ Bedingungen auf der Erde gefunden, unter denen man Leben vorher nicht für möglich gehalten hätte. Es sind mittlerweile viele Bakterienstämme bekannt, die nicht auf die Sonne als Energielieferant angewiesen sind, sondern andere chemische Prozesse nutzen, zum Beispiel in Vulkanen, den Schloten heißer Quellen in der Tiefsee (Black Smoker) und unterirdischen Seen.
So wurde inzwischen Leben bei Temperaturen von mehreren hundert °C, in stark sauren Umgebungen oder auch in mehr als 1.000 Meter tiefen Bohrkernen im antarktischen Eis gefunden (siehe Wostoksee).
Diese Funde bestätigen die Vermutung, dass Leben weitaus widerstandsfähiger ist, als noch vor Jahrzehnten gedacht wurde. Forscher des Deep Carbon Observatory schätzten 2018, dass rund 70 Prozent der Gesamtzahl der Bakterien und Archaeen der Erde in der Erdkruste leben.

### Kosmische Indizien

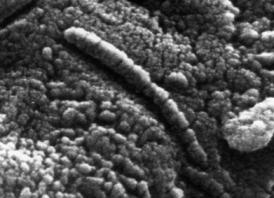
Elektronenmikroskopische Aufnahme eines Details des Meteoriten ALH 84001

Nach der Entdeckung immer komplexerer Moleküle in interstellaren Wolken konnte 2002 auch die einfachste Aminosäure Glycin nachgewiesen werden. Ein möglicher abiotischer Weg zur Bildung von Peptidketten aus Aminosäuren wurde 2023 in einem Laborexperiment aufgezeigt. Kleine Cluster von Glyzinmolekülen zeigen bei Energieeintrag auch ohne festes katalytisches Substrat Polymerisation, was ein Hinweis auf die mögliche Bildung von Aminosäureketten unter den extremen Bedingungen des Weltraums ist. Im 1969 gefallenen, sehr primitiven Meteoriten Murchison wurden Aminosäuren, Diaminosäuren und andere organische Verbindungen gefunden.
Merkmale des in der Antarktis gefundenen Marsmeteoriten ALH 84001 werden von manchen Forschern sogar als Spuren fossiler Bakterien gedeutet. Diese Interpretation ist allerdings hochgradig umstritten.
2022 wurden die letzten beiden der 5 Nucleobasen der DNA auf Meteoriten entdeckt.

## Varianten der Panspermie

### Gerichtete Panspermie
Ein weiterer prominenter Protagonist der Panspermie, der Nobelpreisträger Francis Crick, formulierte 1973 zusammen mit Leslie Orgel die These der gerichteten Panspermie.
Nach dieser These sind die Sporen des Lebens nicht zufällig ins Weltall geraten, sondern absichtlich von einer außerirdischen Zivilisation losgeschickt worden. Das Versenden von kleinen Körnern mit Bakterien ist nach Crick der kostengünstigste und effektivste Weg, um Leben auf einen potentiell lebensfähigen Planeten zu transportieren.
Als Grund wird zum Beispiel angesehen, dass die Zivilisation einer unausweichlichen Katastrophe entgegensah, oder auf ein Terraforming anderer Planeten für eine spätere Kolonisation hoffte. Es gibt erste Überlegungen, wie gerichtete Panspermie Leben auf Exoplaneten fördern könnte.

### Transspermie
In den späten 1990er Jahren und zu Beginn des 21. Jahrhunderts wurden einige Überlegungen angestellt, die den Transport nicht zwischen Planetensystemen, sondern nur zwischen benachbarten Planeten untersuchen. Dieser Vorgang wird Transspermie (engl. transpermia) genannt. Auch diese Form der Panspermie gilt als spekulativ, wird jedoch als Möglichkeit wesentlich stärker in Betracht gezogen als die oben angesprochene Panspermie im weiteren Sinne.
Nach der bereits erwähnten Arbeit der Forscher um Mileikowsky gelangten in der Erdgeschichte mehr als vier Milliarden Tonnen Marsmaterial auf die Erde, das bei diesem Prozess nicht über 100 °C erhitzt wurde.
Auch den umgekehrten Weg von der Erde zum Mars nahm eine zwar kleinere, aber doch erhebliche Materialmenge. Sollte auf dem Mars Leben gefunden werden, könnte es demnach möglich sein, dass eine enge Verwandtschaft mit irdischem Leben besteht. Die Frage wäre dann allerdings, wo das Leben entstanden ist, auf der Erde oder auf dem Mars.

### Starke Panspermie und Cosmic Ancestry
Die von Fred Hoyle vorgeschlagene, auch als starke Panspermie bezeichnete Version nimmt im Gegensatz zur „schwachen“ Panspermie an, dass nicht nur einfachstes Leben aus dem Weltall auf die Erde gelangte, woraus sich dann gemäß der Evolutionstheorie die biologische Vielfalt und speziell die genetische Struktur der modernen Organismen neu entwickelten, sondern geht davon aus, dass diese Vielfalt schon in „genetischen Programmen“ der aus dem Weltall kommenden Lebenskeime angelegt war. Im Besonderen lehnt die starke Panspermie die Makroevolution ab und akzeptiert nur die Mikroevolution als Feinanpassung an die Umwelt. Das Leben wäre demnach schon immer Bestandteil eines unendlich alten Universums gewesen.
Die als Cosmic Ancestry propagierte Version erweitert die starke Panspermie, indem sie Hypothesen aus dem Gaia-Umfeld mit einbezieht, nach denen die Biosphäre die Umweltbedingungen eines Planeten aktiv kontrolliert, um möglichst günstige Bedingungen für das Leben herzustellen.

## Einordnung der Theorie der Panspermie
Zu Beginn des 21. Jahrhunderts arbeiten nur wenige Menschen systematisch an der Theorie der Panspermie, auch wenn sie von vielen Wissenschaftlern und Institutionen wie der US-amerikanischen Raumfahrt-Organisation NASA und dem Deutschen Zentrum für Luft- und Raumfahrt (DLR) nicht grundsätzlich abgelehnt wird. Insbesondere die Transspermie-Hypothese in Bezug auf Erde und Mars wird zumindest als Möglichkeit in Betracht gezogen.

### Entstehung von Leben
Die Hauptmotivation für Panspermie ist die Tatsache, dass Leben auf der Erde schon sehr früh nachweisbare Spuren hinterlassen hat.
Die ältesten bekannten Minerale der Erdkruste sind etwa 4,4 Milliarden Jahre alte Zirkone, die auf eine erste Abkühlung der jungen Erde schließen lassen. Vermutlich durch den Einschlag vieler Asteroiden und Kometen und andere geologische Prozesse wurde jedoch die damals vorhandene Kruste vollständig zerstört.
Die ältesten Gesteine der Erde, die auf knapp vier Milliarden Jahre datiert werden, konnten erst vor etwa 3,8 Milliarden Jahren eine zum Teil bis heute erhaltene feste Kruste bilden, nachdem vor etwa 3,9 Milliarden Jahren die Einschlagshäufigkeit von Meteoriten deutlich nachgelassen hatte, wie Untersuchungen an Mondkratern bestätigen. Gewöhnlich wird vor diesem Zeitpunkt die chemische Evolution von den einfachsten Molekülen über komplexere Biomoleküle bis hin zu kompletten Organismen als unwahrscheinlich angesehen.
Die ältesten Fossilien sind möglicherweise 3,54 bis 3,56 Milliarden Jahre alte Stromatolithen, die in Australien und Südafrika gefunden wurden; geochemische Isotopenanalysen zeigen sogar schon Anomalien in den ältesten Gesteinen, die ebenfalls auf Leben hindeuten. Diese Datierungen werden allerdings gegenwärtig wieder neu diskutiert, da es Hinweise darauf gibt, dass Organismen aus späteren geologischen Epochen in das ältere Gestein eingedrungen sein könnten, beziehungsweise dass die geochemischen Anomalien auch rein anorganische Ursachen haben könnten. Sollten sich die ursprünglichen Datierungen bestätigen, scheint das Leben auf der Erde nahezu sofort mit dem Vorhandensein des ersten flüssigen Wassers beziehungsweise der ersten Ozeane existiert zu haben (Sauerstoffisotopenanalysen in den ältesten Zirkonen werden von einigen Wissenschaftlern allerdings so gedeutet, dass bereits zu deren Kristallisationszeit vor 4,4 Milliarden Jahren sowohl kontinentale Kruste als auch Ozeane auf der Erdoberfläche existiert haben könnten).
Eine mögliche Erklärung dieses beinahe „frühestmöglichen“ Nachweises von Leben ist, dass seine Entstehung ein beinahe selbstverständlicher Prozess im Universum ist, der fast schlagartig abläuft, sobald es die Umweltbedingungen zulassen.
Anhänger der Panspermie-Hypothese weisen im Gegenzug darauf hin, dass die Urzeugung notwendigerweise nur chemisch-physikalische Prozesse beinhalten könne. Gerade die Bildung der unabdingbaren langkettigen Moleküle und die ausgeprägte Vorherrschaft einer Chiralität bei den Lebewesen auf der Erde sei jedoch innerhalb der zugestandenen Zeitskala nicht durch eine derzeit bekannte chemische oder physikalische Wechselwirkung erklärbar. Es existierten zwar Mechanismen, die Lebewesen unterschiedlicher Chiralität trennen können, es bleibe aber ungeklärt, wie Umweltbedingungen eine Chiralität bevorzugen können.
Außerdem gebe es keine Hinweise, dass die Bildung von Lebewesen bei günstigen Bedingungen automatisch stattfinde; im Gegenteil sei es bis heute nicht gelungen, unter frei wählbaren Umständen (Laborexperimente) lebensähnliche Strukturen herzustellen. Vertreter der Panspermie-Hypothese weisen auch auf die Diskrepanz hin, dass vom Einzeller zum Vielzeller die zeitlichen Schritte zur Entwicklung komplexerer Lebensformen immer weiter abnehmen; während die Entwicklung von Cyanobakterien zu anderen Einzellern etwa eine Milliarde Jahre gedauert hat, soll die Urzeugung innerhalb von hundert Millionen Jahren stattgefunden haben.
Bei der Panspermie stünden erheblich mehr Zeit und durch einen Transfer durch das All eine Unzahl von Planeten für die Bildung von Leben zur Verfügung. Eine einfache Rechnung ergebe, dass jeder Punkt der Milchstraße selbst bei relativ geringen kosmischen Geschwindigkeiten innerhalb von 20 bis 50 Millionen Jahren erreichbar sei.
Der Nachweis von Leben auf Planeten außerhalb des Sonnensystems mit Spektralanalysen ist derzeit wegen der viel zu schwachen Rückstrahlung der Planeten nicht möglich. Ein behaupteter Sonderstatus der Erde entbehre also jeglicher Grundlage.
Die Panspermie erklärt bewusst nicht die Entstehung des Lebens selbst, die auf andere Orte und Zeiten verlegt wird oder sogar nach Ansicht einiger ihrer Vertreter niemals stattgefunden hat. In letzterem Fall wird davon ausgegangen, dass das Universum kein endliches Alter besitzt und das Leben neben Raum, Zeit und Materie zu den fundamentalen Bestandteilen des Kosmos gehört. Diese Vorstellung steht allerdings im Gegensatz zum heute allgemein anerkannten Urknall-Modell, nach dem das Universum etwa 13,7 Milliarden Jahre alt ist. Die Anhänger dieser Panspermie-Variante sind somit gezwungen, auf alternative Modelle des Kosmos wie das Steady-State-Modell auszuweichen.
Weniger extrem ist die Vorstellung, dass das Leben an einem anderen Ort im Universum entstanden sei, von wo aus es sich im Universum ausgebreitet habe und schließlich auch auf die Erde gelangt sei. Sie hat gegenüber der oben erwähnten Variante den Vorteil, nicht im Widerspruch zu etablierten kosmologischen Theorien zu stehen, bietet aber nach Ansicht ihrer Anhänger immer noch deutliche Vorteile gegenüber der vorherrschenden Auffassung, die ersten Lebensformen hätten sich auf der Erde gebildet, da zumindest potentiell wesentlich mehr Zeit für die Entstehung des Lebens zur Verfügung stehe.

### Kritik der Panspermia-Hypothese und weltanschauliche Aspekte
Die Verfechter der Panspermie haben einen vielfältigen Hintergrund; die Bandbreite der Vertreter reicht von seriösen Wissenschaftlern, die die Panspermie zwar als sehr spekulativ, aber durchaus wissenschaftlich behandelbar betrachten, über interessierte Laien bis zu mehr pseudowissenschaftlich arbeitenden oder auch religiös beeinflussten Vertretern. Aus der Wissenschaft, speziell von Evolutionsbiologen, kommt oft der Einwand, dass viele Versionen der Panspermie unwissenschaftlich seien, da sie nur schwer oder überhaupt nicht wissenschaftlich überprüfbar sind. Insbesondere die radikale Vorstellung, Leben habe immer schon existiert, gilt mehrheitlich durch das heute vorherrschende Urknall-Modell der Kosmologie mit dem daraus folgenden endlichen Alter des Universums als widerlegt.
Aber auch die weniger radikalen Vorstellungen werden kritisiert, da die einzigen Möglichkeiten der Verifizierung darin bestünden, Sonden auf fremde Planeten zu schicken und in Meteoriten oder Kometen eindeutige und extraterrestrische Lebensspuren zu finden. Dies sei entweder extrem aufwändig oder mit sehr geringer Wahrscheinlichkeit zu erwarten. Demgegenüber sei die Panspermie schwer falsifizierbar, da es wenig Informationen über die Bedingungen auf der Erde zum Zeitpunkt der Entstehung des Lebens gibt. Gerade der Kreationismus zeige, dass Proponenten bei wissenschaftlichen Erfolgen in der Überwindung offenbar schwieriger Hürden weitere Hürden aufstellten. Dadurch bleibe immer eine Hintertür offen.
Auch die Entdeckung organischen Materials in Meteoriten, Kometen oder sonst wo im Weltall ändert nichts an der zweifelhaften Stellung der Panspermie, da die Entstehung von organischem Material auf der Erde mit ihrer vielfältigeren Chemie erst recht möglich gewesen sein sollte. Diese wurde durch verschiedene Versuche, darunter das berühmt gewordene Urey-Miller-Experiment, nachgewiesen. Daher gilt auch die so genannte Pseudo-Panspermie, das heißt die Auffassung, dass nicht einfaches Leben, sondern nur die grundlegenden Lebensbausteine (organischen Verbindungen) aus dem Weltall stammen, für die Erklärung des Ursprungs irdischen Lebens nicht als notwendig.
In organisierter Form wird die Panspermie gegenwärtig beispielsweise von der Interstellar Panspermia Society vertreten. Diese Organisation hat es sich offiziell zur Aufgabe gemacht, wissenschaftliche Forschung speziell zur gerichteten Panspermie zu fördern und deren Durchführung zu ermöglichen. Gleichzeitig verbreitet diese Organisation einen als „Astrobioethic“ bezeichneten Ethikkatalog. Letzteres wird oft so gedeutet, dass es sich doch um mehr als nur eine Vereinigung handele, die außergewöhnliche Projekte fördern will, sondern auch um eine weltanschauliche Vereinigung – Panspermia-Gegner üben wegen der religiösen Züge heftige Kritik an dieser Organisation. Daneben weist auch der Einfluss der Gaia-Hypothese innerhalb der Cosmic-Ancestry-Panspermie darauf hin, dass Panspermie-Weltbilder wegen ihrer Faszination religiöse Züge, etwa vergleichbar mit Scientology oder dem Raelismus, annehmen können.
Obwohl mit Lord Kelvin einer der ersten Vertreter der Panspermie einen antidarwinistischen Standpunkt vertrat, der auch religiöse Beweggründe hatte, wird die Panspermie von Kreationisten gegenwärtig im Allgemeinen als weiteres naturalistisches Weltbild neben der Evolutionstheorie abgelehnt. Panspermie-Vertreter betrachten die Panspermie gewöhnlich als dritten Weg zwischen Evolutionstheorie und Kreationismus. Trotzdem gibt es auch Berührungspunkte, etwa die Ablehnung der modernen Evolutionstheorie, insbesondere der Makroevolution, unter Verwendung scheinwissenschaftlicher Argumente. So verwendet etwa Brig Klyce, ein Vertreter der „Cosmic Ancestry“ genannten Form der Panspermie, den ursprünglich aus dem Kreationismus stammenden Begriff der „irreduziblen Komplexität“, um gegen die Evolutionstheorie zu argumentieren. Auch ist denkbar, dass manche Versionen der Panspermie, wie gerade die „Cosmic-Ancestry“-Version, in abgewandelter Form von Kreationisten adaptiert werden.
Mit Ausnahme einiger prominenter Wissenschaftler wie Francis Crick und Fred Hoyle spielt die Panspermie in ihrer allgemeinen Form gegenwärtig nur eine sehr marginale Rolle in der Wissenschaft. Nur in Form der Transspermie wird sie durchaus in der Planetologie und der Astrobiologie seriös in Betracht gezogen. Sollten außerhalb der Erde auf einem der Planeten oder Monde innerhalb des Sonnensystems Lebensformen gefunden werden, die Ähnlichkeiten zu irdischem Leben aufweisen, die nicht allein durch Zufall oder konvergente Evolution zu erklären sind, würde die Transspermie allerdings neue Aktualität gewinnen.

## Science Fiction
Die Idee der Panspermie wurde in mehreren Science-Fiction-Romanen aufgegriffen. Besonders zu erwähnen sind hierbei Jack Finneys mehrfach verfilmter Roman Die Körperfresser kommen und die Dragonrider-Bücher von Anne McCaffrey sowie die Bücher Quest und Die Haarteppichknüpfer von Andreas Eschbach.
Häufig wird die Panspermie auch als fiktive Erklärung für die meist humanoiden Außerirdischen und ihre meist erdähnlichen Heimatplaneten genutzt. Zum Beispiel in der Star-Trek-Serie, wo Urhumanoide genannte Außerirdische bewusst die Evolution intelligenter Spezies auf Basis ihres eigenen Erbguts provozieren.
Das PC-Spiel Spore, bei dem es hauptsächlich darum geht, eigene Biosysteme durch Evolution zu „kreieren“, beginnt, nach dem Auswählen eines Planeten, immer mit dem Einfall von Mikroorganismen von außerhalb.
In Buch und Hörspiel Die drei ??? Panik im Park ist die Panspermie-Hypothese ein wichtiges Handlungselement.
Die Anfangsszene des Films Prometheus – Dunkle Zeichen zeigt einen humanoiden Außerirdischen, der auf einem unbelebten Planeten (mutmaßlich die Erde) gelandet ist und dort Fragmente seiner Erbsubstanz verteilt, indem er sich selbst opfert.